# Iridotomie
Eine Iridotomie ist ein augenheilkundlicher operativer Eingriff, bei dem im Fall eines chronischen wie auch akuten Engwinkelglaukoms eine Durchflussöffnung in der Regenbogenhaut angelegt wird, um die Kammerwasserzirkulation zu verbessern. Wie schon zuvor die chirurgische Iridektomie, die 1857 als Glaukomoperation eingeführt wurde, hat sie zum Ziel, durch das periphere Iriskolobom einen „Bypass“ zu schaffen, der die iridolentikuläre Blockade umgeht.
Dies kann meistens ohne Eröffnung des Augapfels mittels Nd:YAG-Laser als Laser-Iridotomie erfolgen, oder im Falle eines extrem engen Kammerwinkels oder eines Hornhautödems weiterhin als chirurgische Iridektomie, durch einen Einschnitt am Hornhautrand oder während einer anderen Augenoperation.